# Que me quiten lo bailao
Chansons représentant l'Espagne au Concours Eurovision de la chanson
Algo pequeñito
(2010) Quédate conmigo
(2012)
Que me quiten lo bailao (en français Sortez la danse de moi) est la chanson représentant l'Espagne au Concours Eurovision de la chanson 2011, à Düsseldorf, en Allemagne. Elle est interprétée par Lucía Pérez.

## Sélection
L'Espagne fait partie avec l'Allemagne, l'Italie, la France et le Royaume-Uni. Ce groupe est dès lors désigné sous le nom de « Big Five. »
Le diffuseur national espagnol, Televisión Española (TVE), diffuse l'événement en Espagne et organise le processus de sélection. L'émission finale Destino Eurovisión se déroule avec 24 candidats : deux séries les 28 janvier et 4 février 2011, une demi-finale le 11 février 2011 et la finale le 18 février 2011. L'interprète est choisie par un jury de cinq professionnels. D'un autre côté, 1 142 chansons sont reçues à la fin de la période de soumission, et un comité d'évaluation présélectionne vingt chansons, présentées en avant-première par TVE sur son site officiel le 20 janvier 2011. Après la demi-finale, neuf des vingt chansons sont sélectionnées et attribuées aux trois finalistes de Destino Eurovision. L'attribution est annoncée à la suite d'un télévote le 16 février 2011.
La chanson est réenregistrée en studio avec de nouveaux arrangements avec l'aide de Jose María "Chema" Purón, producteur de Lucía depuis 2002 et producteur et compositeur des chansons de l'Espagne pour l'Eurovision en 1995 et 2000. La chanson reçoit une tonalité différente avec l'inclusion d'instruments folkloriques galiciens et certaines paroles sont modifiées. Cette version de la chanson change également de tonalité vers la fin, et la section où Pérez chante para churu churu... est coupée. La chanson allait avoir une version anglaise intitulée I'm over the moon, mais elle finit par être annulée pour des raisons inconnues.
La version en galicien, intitulée Que me quiten o bailao, est interprétée pour la première fois par Lucía Pérez dans une émission spéciale diffusée sur TVG le 25 juillet 2011 pour célébrer le Jour national de la Galice.

## Eurovision
En tant que membre du "Big 5", l'Espagne est automatiquement qualifiée pour participer à la finale le 14 mai 2011 et choisit sa position.
La chanson est la vingt-deuxième de la soirée, suivant Coming Home interprétée par Sigurjón's Friends pour l'Islande et précédant Angel interprétée par Mika Newton pour l'Ukraine.
La performance espagnole met en vedette Lucía Pérez exécutant une danse chorégraphiée sur scène vêtue d'une robe courte rose avec des incrustations noires avec deux choristes et trois danseurs tous vêtus de blanc ; les tenues des danseurs sont équipées de LED qui s'allument. Les écrans LED affichent des fleurs rouge foncé, jaunes et bleues et un effet de feu d'artifice. La performance comporte également des effets pyrotechniques. La chorégraphe du spectacle est Lola González. Les cinq interprètes qui rejoignent Lucía Pérez sont Cristina Domínguez, Sandra Borrego, Amaury Reinoso, Juan Francisco Solsona "Nito" et Ginés Cano.
La chanson obtient 50 points et finit vingt-troisième des vingt-cinq participants.

### Points attribués à l'Espagne
| 12 points            | 10 points             | 8 points | 7 points                        | 6 points      |
| -------------------- | --------------------- | -------- | ------------------------------- | ------------- |
| - France - Portugal  |                       |          |                                 |               |
| 5 points             | 4 points              | 3 points | 2 points                        |               |
| - Albanie - Roumanie | - Macédoine - Estonie | - Suisse | - Slovaquie - Slovénie - Suisse | - Royaume-Uni |